# 볼거리
볼거리(mumps, epidemic parotitis)는 볼거리바이러스에 의해 감염되는 급성 전염병이다. 유행귀밑샘염(流行-炎)나 유행성이하선염(流行性耳下腺炎)이라고도 한다.

## 임상 증상
이 질병에 감염되면 바이러스가 귀밑 침샘에 침투, 염증이 생기고 단단하게 부어오른다. 잠복기는 바이러스 접촉 후 20일 정도이며, 감염 후 2주일간은 전염성이 매우 높다. 이 병은 초기에 약간의 발열 등의 감기 증세를 보이다, 귀 밑쪽의 침샘인 귀밑샘 부근이 붓기 시작한다. 귀밑샘은 단단히 부어오르며 커져 주변 샘들을 많이 침범한다. 바이러스가 양쪽 샘 모두에 침범하여 양쪽 모두 부어오르는 경우도 흔하다. 귀밑샘이 부어오르면 약간의 통증이 있으며, 씹을 때나 삼키는 때 통증 등으로 인해 힘들어진다.

## 합병증
사춘기를 지난 남성은 고환염이 나타날 수 있고, 여성은 유선염이나 난소염이 간혹 나타날 수 있다. 췌장 등에 있는 다른 샘에 부종이 나타날 수도 있다. 이외에도 수막염 등의 합병증이 있으나 모두 심각하지는 않다.

## 치료와 예방
유행 귀밑샘염은 사망률이 높은 병도 아니고 5일 정도 지나면 자연 회복되어 특별히 치료를 행하지 않아도 되는 경우도 있지만, 만약 자연 회복이 7일 안에 되지 않을경우에는 반드시 약품을 사용하여 해당되는 바이러스의 치료를 해야 한다. 또한 추가적인 합병증이 있을 경우에는 그에 맞는 치료를 실시한다. 치료 방법은 약품이나 주사약등 여러 가지 방법이 있다.
이 병은 전파력이 매우 높아 환자는 격리되어야 한다. 따라서 이 병에 걸린 경우 다른 법정 전염병과 마찬가지로 학교나 직장 등에서 질병 결석이 아닌 출석 처리가 된다. 환자의 입에서 나온 침 등이 비말 감염의 매개체가 될 수 있다. 유행귀밑샘염은 예방 접종 백신이 있으므로, 백신을 맞으면 평생 면역이 되어 감염되지 않는다. 또 한번 앓고 난 후에는 면역이 된다. 유행귀밑샘염 백신은 흔히 풍진과 홍역 백신과 함께 투여(MMR 백신)한다. 이 백신은 생후 1년에 투여한다.